# Communications of the ACM
Communications of the ACM は、Association for Computing Machinery（ACM）の月刊誌である。1958年に創刊され、ソール・ローゼンが初代編集長を務めた。ACM会員全員に送られる。記事は、計算機科学と情報システムのあらゆる分野を背景に持つ読者を対象とし、情報技術の進歩とそれに関連する管理問題の実際的な影響に焦点を当てている。ACMは、より理論的なさまざまな雑誌も発行している。この雑誌は、科学雑誌と業界誌の境界をまたいでいる。内容は査読の対象だが、掲載される記事は他の場所でも公開される可能性のある研究の要約であることが多い。公開される資料は、幅広い読者にとってアクセスしやすく関連性のあるものでなければならない。
1960年以降、CACMはALGOLで表現されたアルゴリズムも発行した。このアルゴリズムは、後にCollected Algorithms of the ACMとして知られるようになった。
CACMは、すべての論文をオープンアクセスにするというACMの取り組みの一環として、2024年2月に完全にオープンアクセスに移行することを発表した。
ジャーナルサイテーションレポートによると、このジャーナルの2023年のインパクトファクターは22.7である。  